# Södra Jämtlands domsaga
Södra Jämtlands domsaga var en domsaga i Jämtlands län. Den bildades 1812 (enligt beslut den 21 januari 1811) genom delningen av Jämtlands domsaga. Domsagan upplöstes den 1 januari 1879 (enligt beslut den 7 juni 1878) då Jämtlands indelning i domsagor justerades, och antalet domsagor ökade från två till fyra stycken.
Domsagan lydde under Svea hovrätt.

## Tingslag
Vid bildandet av domsagan löd sju tingslag under den. Den 1 januari 1876 ökades antalet tingslag till åtta, efter Hackås och Näs tingslag skapats.
- Bergs tingslag
- Hallens tingslag
- Hede tingslag
- Ovikens tingslag
- Sunne tingslag
- Svegs tingslag
- Undersåkers tingslag

### Tillkommet 1876
- Hackås och Näs tingslag

## Häradshövdingar
| Ämbetstid                             | Namn                    | Levnadstid |
| ------------------------------------- | ----------------------- | ---------- |
| (fullmakt 21 februari 1812) 1812-1847 | Johan Magnus Behm       | 1770-1847  |
| (fullmakt 21 november 1848) 1848-1863 | Carl Gustaf Lilliesköld | 1808-1879  |
| (fullmakt 5 januari 1864) 1864-1876   | Carl Fredrik Hessling   | 1812-1876  |